# ITV plc
ITV plc är ett brittiskt tv-företag som innehar samtliga ITV-licenser för England, Wales samt skotska gränsen. Det skapades genom sammanslagning av Carlton Communications och Granada plc.
I företaget ingår följande regionala företag:
- Anglia Television: Östra England
- Border Television: Engelsk-skotska gränsen och Isle of Man
- Carlton: London på vardagar
- Central Independent Television: Midlands
- Granada Television: Nordvästra England
- HTV: Wales och västra England
- London Weekend Television (LWT): London på helger
- Meridian Broadcasting: Södra och sydöstra England
- Tyne Tees Television: Nordöstra England
- Westcountry Television Sydvästra England
- Yorkshire Television: Yorkshire/Lincolnshire

Man är också helägare till följande kanaler:
- ITV2
- ITV3
- ITV News Channel (producerad av ITN)
- Men and Motors (tillhörande Granada Sky Broadcasting)

ITV plc äger också 75 procent av GMTV som sänder ITV:s frukostteve, såväl som 45 procent av irländska TV3. Man äger också 40 procent av nyhetsföretaget Independent Television News.
Valet av namnet ITV var kontroversiellt och kritiserades av övriga ITV-företag eftersom det kunde ge sken av att ITV plc ägde hela ITV-nätverket, något som inte är fallet.